# 100 TCN
Năm 100 TCN là một năm trong lịch Julius. 

## Sinh
- Gaius Julius Caesar